# Pena de mort

L'ús de la pena capital el 2024.
Llegenda
Països que la utilitzen: 53
Països abolicionistes a la pràctica (no s'ha executat a ningú durant els últims 10 anys i es creu que tenen una política o una pràctica establerta de no dur a terme execucions): 23
Països abolicionistes excepte pels crims comesos en circumstàncies excepcionals (com els crims comesos en temps de guerra): 10
Països abolicionistes: 109

La pena de mort o pena capital és l'execució d'una persona com a càstig per un crim o delicte. Etimològicament, pena capital és el càstig imposat a un crim tan greu que mereix la decapitació.
Segons l'informe anual d'execucions judicials d'Amnistia Internacional, l'any 2020 foren condemnades a mort almenys 1.477 persones, de les quals 483 haurien estat executades en un total de 18 països, destacant Xina, tot i que sense dades prou fiables, seguida de l'Iran amb 246 execucions registrades, Egipte amb 107, Iraq amb un mínim de 45, Aràbia Saudita amb 27 i els Estats Units d'Amèrica amb 17 execucions, un 26% menys arreu del món que l’any anterior, si bé la situació de pandèmia podria haver influït en la demora dels procediments judicials.

## Història

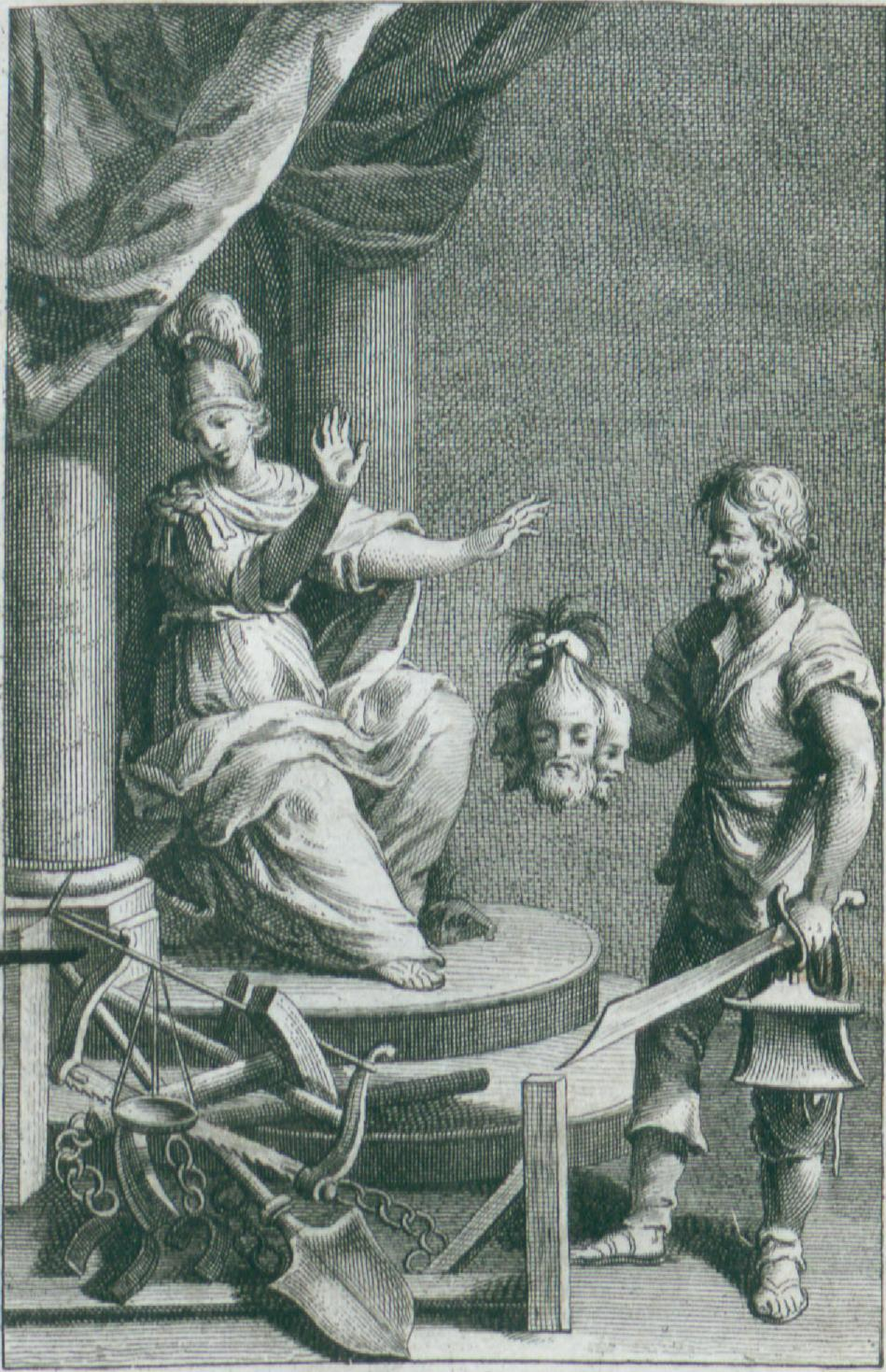
Cesare Beccaria, Dei delitti e delle pene

L'ús de l'execució formal com a càstig es remunta pràcticament als principis mateixos de la història escrita. Molts registres històrics, així com pràctiques tribals primitives, indiquen que la pena de mort ha estat part dels sistemes judicials des del principi de l'existència d'aquests; els càstigs comunitaris incloïen generalment compensació per part de l'infractor, càstig corporal, repudi, exili i execució. Tanmateix, en comunitats petites els crims solen ser rars, i l'assassinat resulta ser gairebé sempre un crim passional. Per aquesta raó les execucions i l'exili solien ser càstigs molt infreqüents. Usualment se solia emprar la compensació o el repudi.
Tanmateix, aquestes no són respostes eficaces quan el crim és comès per individus aliens a la comunitat. En conseqüència, tot crim, per petit que fos, tendia a ser considerat com un atac a tota la comunitat si era comès per un estranger, i era castigat amb severitat. Els mètodes variaven, des de pallisses fins a l'esclavitud o l'execució. Tanmateix, la resposta a crims comesos per tribus o comunitats veïnes incloïen disculpes formals, compensacions o fins i tot venjances de sang.
Quan no existeix un sistema d'arbitratge entre famílies o tribus, o, existint, l'esmentat sistema falla, es produeixen disputes familiars o venjances. Aquesta forma primitiva de justícia era comuna abans de l'aparició dels sistemes d'arbitratge basats en Estats o en la religió organitzada. Podia desembocar-se en el seu ús per crims, disputes de terra o l'aplicació de codis d'honor: «Els actes de revenja fan ressaltar l'habilitat del col·lectiu social de defensar-se a si mateix, i demostren els seus enemics (així com als aliats potencials) que els danys a les propietats, drets o persones i membres de l'esmentat col·lectiu no quedaran impunes».
Les formes més elaborades d'arbitratge de discussions incloïen condicions i tractats de pau fets amb freqüència dins d'un context religiós, amb un mecanisme de compensació també de base religiosa. Es basava la compensació en el principi de «substitució», que podia incloure compensacions materials (en bestiar o esclaus), intercanvi de núvies o nuvis, o pagament del deute de sang. Les normes de cada tribu o societat podien permetre que es pagués la sang humana vessada amb sang animal, que es compensés amb diners de sang, o en alguns casos, exigir el pagament mitjançant l'oferiment d'un ésser humà per a la seva execució. La persona oferta no tenia per què ser el perpetrador original del crim, ja que el sistema es basava en les tribus, no en els individus. Les disputes de sang podien ser resoltes en reunions periòdiques, com en els Things vikings. Malgrat el seu origen primitiu, els sistemes basats en disputes de sang poden sobreviure de forma paral·lela a altres sistemes legals més moderns, o ser fins i tot acceptat en judicis (per exemple el cas dels judicis per combat). Una de les formes modernes més refinades de la disputa de sang és el duel.
A certes parts del món van emergir nacions amb la forma de repúbliques monarquies o oligarquies tribals. Aquestes nacions solien unir-se mitjançant llaços comuns lingüístics, religiosos o familiars. L'expansió d'aquest tipus de nacions solia donar-se per conquesta de tribus o nacions veïnes. En conseqüència, van emergir diverses classes de reialesa, noblesa, ciutadania i esclavitud, per la qual cosa els sistemes d'arbitratge tribal van haver de modernitzar-se per formar un sistema de justícia que formalitzés la relació entre les diferents classes dins de la mateixa societat, en lloc d'entre diferents tribus relativament independents. El primer i més famós sistema de justícia conegut per a aquest nou tipus de justícia és el Codi d'Hammurabi, que establia penes i compensacions d'acord amb les diferents classes o grups socials de les víctimes i els infractors.
La Torà (llei jueva), també coneguda com el Pentateuc (el conjunt dels cinc primers llibres de l'Antic Testament cristià), estableix la pena de mort per a l'homicidi, el segrest, la màgia, la violació del sàbat, la blasfèmia i una àmplia gamma de crims sexuals, encara que l'evidència suggereix que les execucions en realitat eren rares.
Tenim un altre exemple en l'antiga Grècia, en la qual el sistema legal d'Atenes va ser escrit per primera vegada per Dracó cap al segle vii aC; en ell, s'aplicava la pena de mort com a càstig per una llista bastant extensa de delictes (d'allà l'ús modern de «draconià» per referir-se a un conjunt de mesures especialment dur).
De manera similar, en l'Europa medieval, abans del desenvolupament dels moderns sistemes de presons, la pena de mort s'emprava de manera generalitzada. Per exemple, en els anys 1700 en el Regne Unit hi havia 222 crims castigats amb la pena capital, incloent-ne alguns com tallar un arbre o robar un animal. Tanmateix, gairebé invariablement les sentències de mort per crims contra la propietat eren commutades amb prou feines de trasllat a una colònia penal, o algun altre lloc on el reclús havia de treballar en condicions molt properes a l'esclavitud
Malgrat l'estès del seu ús, no eren estranyes les proclames a favor de la seva reforma. En el segle xii, l'acadèmic sefardita Maimònides va escriure: «És millor i més satisfactori alliberar un miler de culpables que sentenciar a mort a un sol innocent».
Maimònides argumentava que executar un criminal basant-se en qualsevol cosa menys ferm que una certesa absoluta portava a un pendent relliscós d'onus probandi decreixent, fins que al final s'estaria condemnant a mort «d'acord amb el caprici del jutge». La seva preocupació era el manteniment del respecte popular per la llei, i des d'aquest punt de vista, creia que eren molt més danyosos els errors per comissió que els errors per omissió.
Els últims segles han estat testimonis de l'aparició de les modernes nacions-estat, que impliquen el concepte fonamental i ineludible de «ciutadà». Això ha provocat que la justícia s'associï cada vegada més amb la igualtat i la universalitat (la justícia s'aplica a tots per igual), que en Europa va suposar l'emergència del concepte de dret natural. Un altre aspecte important és l'emergència de les forces de policia i institucions penitenciàries permanents. En aquest context, la pena de mort s'ha anat convertint en un factor dissuasiu cada vegada menys necessari per a la prevenció de delictes menors com el robatori.
El segle xx ha estat un dels més sagnants de la història de la humanitat. Les guerres entre nacions-estat han suposat la mort de milions de persones, una gran part de les quals van morir a conseqüència d'execucions massives, tant de combatents enemics presoners com de civils. A més, les organitzacions militars modernes han emprat la pena capital com a mitjà per mantenir la disciplina militar. En el passat, la covardia, l'absència sense permís, la deserció, la insubordinació i el pillatge eren crims que en temps de guerra solien castigar-se amb la mort. L'afusellament es va convertir en el principal mètode d'execució en l'àmbit militar des de l'aparició de les armes de foc. Així mateix, diversos estats autoritaris: per exemple, alguns amb règims feixistes o comunistes: han utilitzat la pena de mort com un potent mètode d'opressió política. En part com a reacció a aquest tipus de càstig excessiu, les organitzacions civils han començat a posar durant aquest segle un èmfasi creixent en el concepte dels drets humans i l'abolició de la pena de mort.

### Moviment cap a una execució «humanitària»

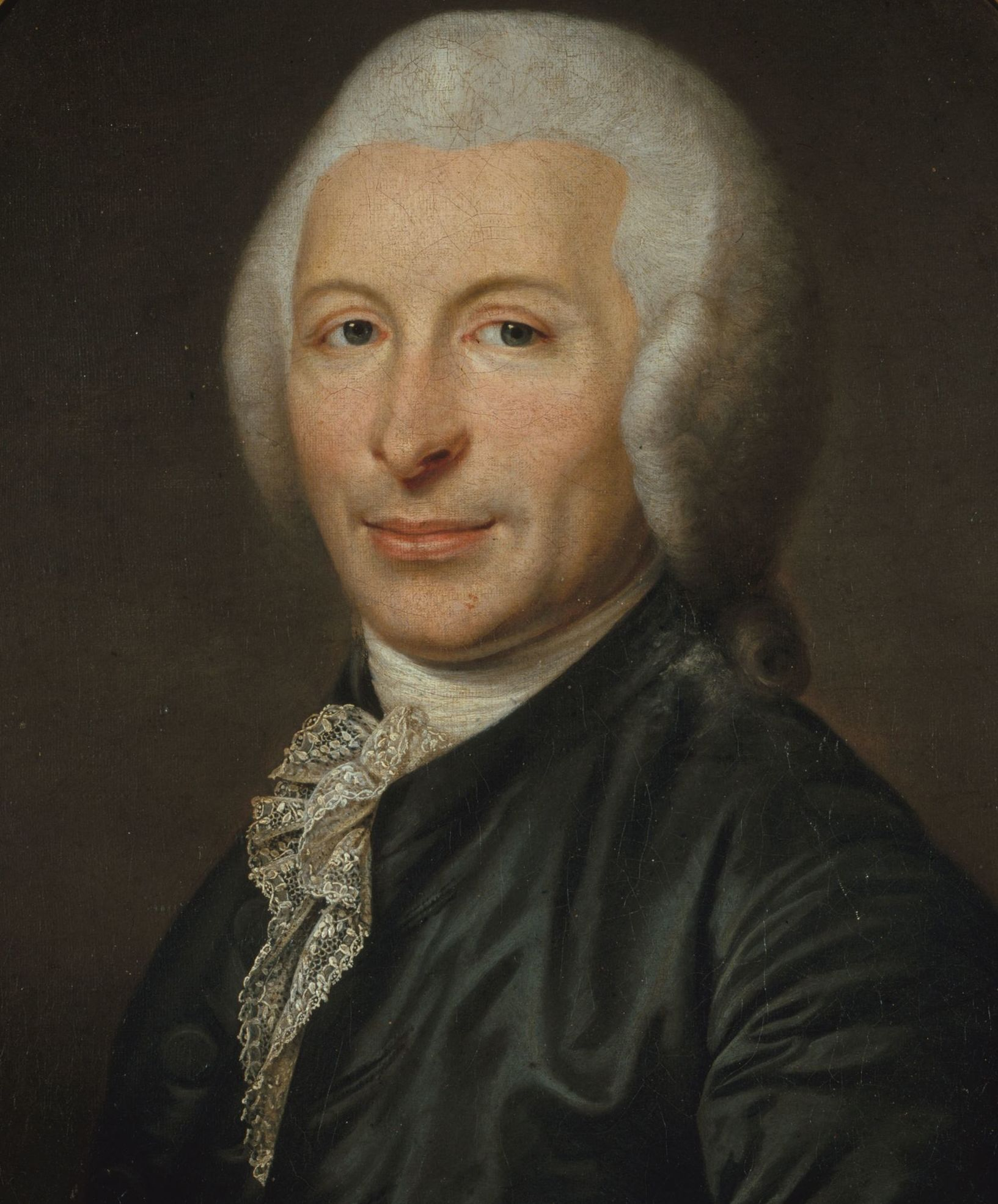
Dr. Guillotin, inventor de la guillotina

Des de finals del segle xviii existeix a tot el món una tendència a emprar formes d'execució menys doloroses, o més «humanitàries». En aquestes dates, per exemple, a França va aparèixer la Guillotina, mentre que el Regne Unit va prohibir la pena de penjament amb esquarterament a començaments del segle xix. Tradicionalment es practicava el penjament deixant caure a la víctima des d'una escala, o pujant-la a algun tipus de plataforma que després era retirada (com un tamboret, una cadira, o la part posterior d'un carro), el qual provocava una mort lenta per asfíxia; aquests mètodes van ser substituïts per l'actual, en el qual la víctima cau una distància mínima d'un metre, la qual cosa disloca el coll, seccionant la medul·la espinal i causant la mort gairebé a l'acte.
Als Estats Units es van introduir la cadira elèctrica i la cambra de gas com a mètodes d'execució més humanitaris que la forca, però han estat gairebé totalment desplaçats en favor de la injecció letal, que al seu torn ha estat criticada com a massa dolorosa. Malgrat tot, alguns països encara empren mètodes de penjament «lent», decapitació per espasa i fins i tot lapidació.
A partir de 1995 es va començar a suggerir en diferents mitjans l'ús de l'asfíxia per nitrogen com a mètode d'execució, però al dia d'avui no s'empra a cap país.

## La pena de mort a l'ordenament jurídic espanyol
La Constitució de 1978 aboleix la pena de mort a l'article 15, amb l'excepció de les «lleis penals militars per temps de guerra». De fet, en la Constitució, el dret a la vida és un valor superior de l'ordenament jurídic. Per extensió, el mateix article 15, no només prohibeix la pena de mort com a càstig legal, sinó també les penes legals (o tractes) inhumans o degradants. El 1995, després d'una llarga campanya d'Amnistia Internacional, de la Comunitat de Sant Egidi i de diferents organitzacions socials i iniciatives individuals, amb l'acord final de tots els partits polítics, es va abolir també la pena de mort de la legislació militar.
El principi d'humanitat de les penes en l'àmbit del dret penal exclou la pena de mort com a càstig penal.

## La pena de mort al món
Almenys des de la Segona Guerra Mundial existeix una tendència clara en l'àmbit mundial cap a l'abolició de la pena de mort. El 1977, 16 països eren abolicionistes de facto, quantitat que ascendeix en el 2007 a 128: 89 països han abolit la pena capital per a tots els crims, 10 per a tots excepte sota circumstàncies especials (generalment en estat de guerra), i uns altres 29 fa més de 10 anys que no l'apliquen. 69 països encara preveuen la pena de mort dins de la seva legislació; alguns d'ells permeten la seva aplicació a menors de 18 anys (en el 2006 Iran va executar a 4 menors, i Pakistan a un).
La República Popular de la Xina va realitzar més de 3.400 execucions en el 2004, més del 90% del total mundial. Encara que en alguns casos s'empra un escamot d'execució, la Xina ha decidit recentment que totes les execucions es realitzin mitjançant injecció letal, generalment efectuades emprant furgonetes d'execució de la marca Iveco. Iran va realitzar 159 execucions en el 2004. En els Estats Units d'Amèrica, Texas és l'estat que més execucions realitza, amb 370 entre 1976 i 2006. Singapur és el país amb més execucions 'per capita' ' del món, amb 70 penjaments per a una població de prop de 4 milions, i té, junt amb Japó, la menor taxa d'assassinats.
L'any 2006, es van realitzar execucions a 25 països: Aràbia Saudita, Bahrain, Bangladesh, Botswana, Xina, Corea del Nord, Egipte, Estats Units, Guinea Equatorial, Indonèsia, Iran, l'Iraq, Japó, Jordània, Kuwait, Malàisia, Mongòlia, Pakistan, Singapur, Síria, Somàlia, el Sudan, Uganda, Vietnam i el Iemen.
L'ús de la pena de mort està cada vegada més restringit als països retencionistes. El Japó, Corea del Sud, Taiwan, Singapur i els Estats Units són les úniques nacions completament desenvolupades que mantenen la pena de mort. Aquesta era majoritàriament aplicada en països pobres i/o amb governs autoritaris, que l'empraven com a eina d'opressió política. Durant els anys 1980, la democratització d'Amèrica Llatina va suposar un gran increment en la quantitat de països abolicionistes, seguida molt aviat per la caiguda del comunisme a Europa central i Europa de l'Est, els integrants del qual immediatament van aspirar a integrar-se en la Unió Europea. En aquests països el suport popular a la pena de mort varia, però es manté en descens.
Tant la Unió Europea com el Consell d'Europa exigeixen de manera estricta als estats membres que prohibeixin expressament la pena de mort, a excepció del Protocol 6 de la Convenció per a la Protecció dels Drets Humans i les Llibertats Fonamentals, que encara autoritza l'ús de la pena capital dins de la Unió per a crims ocorreguts en temps de guerra. Cal fer notar que l'únic membre que encara s'acull a aquesta excepció és Belarús: aquesta és la raó que l'esmentat país estigui encara exclòs del Consell d'Europa.
D'altra banda, la ràpida industrialització en Àsia ha incrementat la quantitat d'estats desenvolupats retencionistes. En els esmentats països, la pena de mort compta amb un ampli suport popular, i rep poca o cap atenció pel govern i els mitjans. Curiosament, alguns països africans i d'Orient Mitjà en els quals el suport a la pena de mort és baix han seguit la mateixa tendència d'ignorar el tema.
Alguns països han reprès la pràctica de la pena capital després d'haver suspès les execucions durant llargs períodes. Els casos més notables són els dels Estats Units, que va suspendre les execucions el 1973 però va tornar a iniciar-les el 1977; l'Índia, on no hi va haver cap execució entre 1995 i 2004; i Sri Lanka, que recentment ha declarat el final de la seva moratòria sobre la pena de mort, però que encara no ha realitzat cap execució. En les Filipines es va reintroduir la pena capital el 1993 després de la seva abolició el 1987, però va tornar a ser abolida el 2006.
L'any 2013 i segons Amnistia Internacional, almenys 778 persones van ser executades en 22 països.
La Xina va executar més persones que la resta dels països del món junts, encara que se'n desconeix la veritable magnitud de l'ús de la pena de mort, ja que les dades sobre això es consideren secret d'estat.
Hi va haver un acusat augment de les execucions a l'Iran i l'Iraq. L'Iraq va executar almenys 169 persones, cosa que va suposar un augment del 30 per cent respecte a 2012 (129). A l'Iran, les execucions reconegudes oficialment van ascendir almenys a 369 el 2013. Però fonts fidedignes van informar d'almenys 335 execucions més, de manera que la xifra total va ser d'almenys 704 el 2013.
El 2013 es van registrar almenys 1.925 condemnes de mort en 57 països, més que el 2012 (almenys 1.722 condemnes de mort en 58 països). Al final de 2013 hi havia almenys 23.392 persones condemnades a mort.
El 2013 hi va haver execucions en quatre països on feia molt temps que no s'utilitzava la pena de mort: Indonèsia (primera execució en quatre anys), Kuwait (primera execució en sis anys), Nigèria (primera execució en set anys) i el Vietnam (primeres execucions en 18 mesos).
Durant 2013, només 22 països, al voltant d'un de cada 10, van portar a terme execucions.
Un total de 140 països de tot el món, més de les dues terceres parts, són abolicionistes en la seva legislació o en la pràctica.
Tres països que havien executat el 2012 no van dur a terme cap execució el 2013: Emirats Àrabs Units, Gàmbia i el Pakistan.
L’any 2020, segons l’informe d'Amnistia Internacional el rànquing d’execucions continuava encapçalat per Xina, com en anys anteriors, si bé el secret d'estat feia impossible saber el nombre de condemnes, seguida de l'Iran amb 246 execucions registrades, Egipte amb 107, Iraq amb un mínim de 45, Aràbia Saudita amb 27 i els Estats Units d'Amèrica amb 17 execucions. Seguirien Somàlia, Iemen, Índia i Oman, si bé en altres països tampoc hauria estat possible obtenir dades mínimament fiables.
La xifra total de condemnes a mort durant l'any 2020 va ser al menys de 1.477, entre les quals s'haurien pogut confirmar 483 execucions, 16 d’elles dones, un 26% menys que l’any anterior, si bé la situació de pandèmia podria haver influït en la demora dels procediments judicials. El nombre de països on l’organització tingué constància d'haver-se dut a terme execucions és de 18, dos menys que l’any anterior. En alguns llocs, com el Japó, Pakistan o Belarús, no hi hauria hagut cap execució durant aquest any, a diferència de l'anterior, mentre que en altres on la pena seguia formalment vigent, com Rússia, Corea del Sud o Algèria, es podien considerar propers a una possible abolició, ja que portaven més de 10 anys sense aplicar-hi la pena capital. Amnistia Internacional no tenia informació de cap execució al continent europeu durant el 2020, però al menys a Belarús hi havia un mínim de quatre sentències fermes, pendents de commutació o de compliment.
En nombrosos casos l'aplicació de la pena capital va suposar una clara violació del dret internacional. Ja fos pel caràcter públic d'algunes execucions (Iran), l'ajusticiament de menors (també Iran), l'aplicació a persones amb alguna discapacitat mental (Estats Units o Pakistan), o la seva aplicació en delictes que no haurien implicat assassinat ni homicidi, com podia ser tràfic de drogues, delictes econòmics, violació, rebel·lió, espionatge o els ambigus conceptes de blasfèmia o d'actes contra la seguretat nacional. Entre els mètodes que se seguien utilitzant predominaven els afusellaments (Xina i Iran entre d'altres), el penjaments (països àrabs, Iran o Índia), la injecció letal (Xina i Estats Units), la cadira elèctrica (també als EUA) o la decapitació (Aràbia Saudita), possiblement el sistema més cruel llavors utilitzat.
Un cas peculiar per tractar-se d’un país econòmicament tan avançat va ser els Estats Units. Si bé 22 dels seus 50 estats la tenien formalment abolida, altres com Texas concentraven més d'un terç de les 1.500 execucions des de la restauració de la pena l’any 1976, després de 10 anys de suspensió per part del Tribunal Suprem. Especialment preocupant segons Amnistia Internacional va ser la reactivació del corredor de la mort per part de la jurisdicció federal sota la presidència de Donald Trump, que va suposar 10 execucions en menys de 6 mesos, una xifra sense precedents en les quatre dècades anteriors, en què només s'havien dut a terme tres execucions en aplicació de sentències dels tribunals federals. Per altra banda, segons el Centre d'Informació sobre la Pena de Mort dels EUA, el nombre de persones de raça negra executades per assassinar persones blanques des de 1976, prop de 300, va ser 15 vegades superior al de persones blanques ajusticiades per l'assassinat de persones negres, que havien estat fins al moment 21, quan el nombre d'assassinats interracials era de poc més del doble en el primer supòsit.
L’any 2020 eren 123 els estats al món que donaven suport a l'establiment d'una moratòria de les execucions arreu del món, un nombre de països sensiblement superior al dels anys 2000 o 2010 el que, segons Amnistia Internacional, era un primer pas per aconseguir, a mitjà termini, la seva plena abolició. La posició de l’organització continuava sent la mateixa dels anys anteriors: “Amnistia Internacional s'oposa a la pena de mort en tots els casos sense excepció, amb independència del caràcter o les circumstàncies del delicte, de les característiques i la culpabilitat o innocència de l'acusat i del mètode utilitzat per l'Estat per dur a terme l'execució".
L'any 2022 hi va haver 20 països que van dur a terme execucions judicials. Continua destacant la Xina, on la pena de mort és un secret d'estat, Iran, Aràbia Saudita, Egipte i els Estats Units. Aquesta pràctica continua existint també al Japó, Belarús o Somàlia, entre altres països. Durant aquest any, Amnistia Internacional va registrar 883 execucions en aquests 20 països, fet que va suposar un augment del 53% respecte de les execucions registrades el 2021. Es tracta del nombre més alt d'execucions documentades per Amnistia Internacional des del 2017.

### Opinió pública

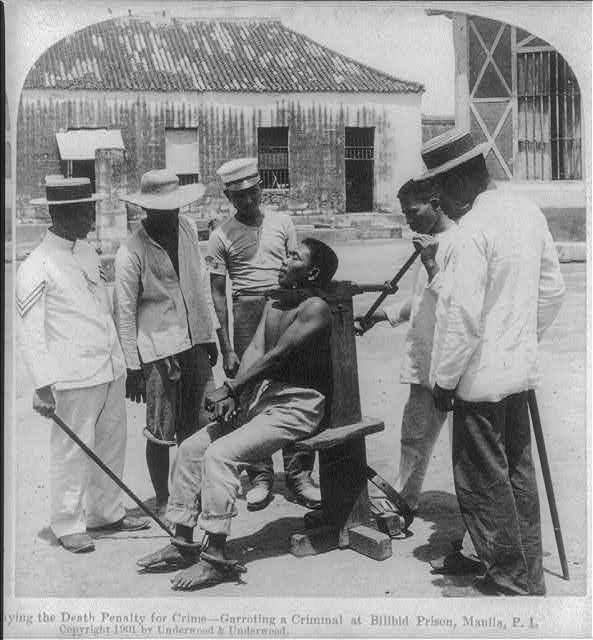
Execució mitjançant garrot vil a les Filipines a començaments del.

El nivell de suport a la pena de mort varia molt a cada país. En les democràcies tan abolicionistes com retencionistes, el punt de vista del govern sol tenir un ampli suport popular i rep poca atenció de la classe política o els mitjans de comunicació. En alguns països abolicionistes, la majoria de la població recolza o ha recolzat la pena de mort, i l'abolició va ser adoptada a conseqüència de canvis polítics, com el pas d'un règim autoritari a un altre democràtic. També va influir en alguns països d'Europa el fet que l'abolició es convertís en condició necessària per poder integrar-se en la Comunitat Europea, això va obligar, per exemple, a abolir la pena de mort a França l'any 1981. Els Estats Units és una notable excepció: alguns estats han prohibit la pena de mort des de fa dècades (el primer a abolir-la va ser Michigan en 1846), mentre d'altres encara la practiquen; la pena capital és avui dia un tema polèmic de discussió a tot el país. Tanmateix, en altres països és rar que es prohibeixi l'aplicació de la pena de mort a conseqüència d'una discussió pública activa dels seus mèrits i conseqüències.
Als països abolicionistes de vegades es reactiva el debat sobre la pena de mort com a reacció per algun assassinat especialment brutal, encara que pocs països l'han readmès després d'abolir-la. Tanmateix, increments sobtats en la quantitat de crims violents, com assassinats o atacs terroristes, ha empès a alguns països, com Sri Lanka o Jamaica, a posar fi a les seves moratòries sobre la pena capital. Als països retencionistes, el debat sobre la conveniència de la pena de mort sol ser reactivat cada vegada que surt a la llum un cas d'error en la seva aplicació, encara que aquest tipus de fets solen promoure modificacions en el sistema legal per millorar la seva aplicació, més que moviments cap a la prohibició del seu ús.
Una enquesta internacional del Grup Gallup de l'any 2000 assegurava que «El suport a la pena de mort mundialment es troba en un 52%». El desglossament del percentatge de suport i repudi a la pena de mort per continents és: a escala mundial, 52%/39%, Amèrica del Nord 66%/27%, Àsia 63%/21%, Europa central i de l'Est 60%/29%, Àfrica 54%/43%, Amèrica Llatina 37%/55%, Europa Occidental 34%/60%.
Als Estats Units, les enquestes solen mostrar un suport majoritari a la pena capital. Una enquesta feta per ABC News el juliol del 2006 mostrava un suport d'un 65% a favor de la pena de mort, de manera coherent amb altres resultats de l'any 2000. D'acord amb una altra enquesta del Grup Gallup de maig del 2006, la meitat del públic nord-americà opina que la pena de mort no s'aplica amb suficient freqüència, i el 60% considera que s'aplica de manera justa. Tanmateix, les enquestes mostren també que el públic està més dividit quan se li demana elegir entre la pena capital i la cadena perpètua, o quan han d'opinar sobre delinqüents juvenils. Aproximadament 6 de cada 10 nord-americans opinen que la pena de mort no té un efecte dissuasiu en els casos d'assassinat, i la majoria opina que almenys un innocent ha estat executat en els últims cinc anys.
Una enquesta recent en la web d'Al-Jazeera conclou que el 52,7% dels enquestats estava a favor de la prohibició de la pena de mort, un 39,3% en contra de la seva prohibició, i un 8% es mostrava indecís.

### Organitzacions internacionals
Algunes convencions regionals prohibeixen l'ús de la pena de mort, sent la més notable la Convenció Europea de Drets Humans en els seus protocols sisè (abolició en temps de pau) i tretzè (abolició en totes les circumstàncies). Tanmateix, la majoria de tractats internacionals deneguen categòricament la prohibició de la pena capital en cas de crim greu, com per exemple en el Pacte Internacional dels Drets Civils i Polítics, encara que inclou protocols opcionals que permeten la seva abolició.
Diverses organitzacions internacionals han convertit l'abolició de la pena de mort en un dels seus requisits d'entrada, com per exemple la Unió Europea i el Consell d'Europa Ambdues organitzacions estan disposades a acceptar una moratòria com a mesura provisional. D'aquesta manera Rússia, que permet la pena de mort segons la seva legislació, no ha fet ús de la pena capital des que va entrar a formar part del Consell. Altres estats, que han prohibit de iure la pena de mort en temps de pau i de facto en tota circumstància, encara no han ratificat el Protocol núm. 13, i per això no tenen obligació internacional d'evitar l'ús de la pena de mort en temps de guerra o en perill de guerra imminent. Concretament Armènia, França, Itàlia, Letònia, Polònia i Espanya, encara que tant Itàlia com Espanya sí que han firmat el Segon Protocol Opcional del Pacte Internacional dels Drets Civils i Polítics en aquest sentit, i Espanya, encara que la preveu en la seva Constitució, va prohibir expressament el 2006 l'ús de la pena capital en temps de guerra. Albània és de moment l'últim país en ratificar el Protocol núm. 13, amb data efectiva d'1 de juny de 2007.
Turquia, que en els últims anys està realitzant gestions per poder ingressar en la Unió Europea, ha dut a terme una reforma del seu sistema legal. L'última execució a Turquia va tenir lloc el 1984, moment a partir del qual va existir una moratòria de facto sobre la seva aplicació. L'agost de 2002 es va eliminar de la legislació turca la possibilitat d'aplicar la pena de mort en temps de pau, i el maig de 2004 es va modificar la constitució per eliminar la pena capital en tota circumstància. Turquia va ratificar el Protocol núm. 13 de la Convenció Europea de Drets Humans el febrer de 2006. Com a resultat, a Europa no s'aplica ni pot aplicar-se a la pràctica la pena de mort: tots els estats excepte Rússia, que ha iniciat una moratòria sobre això, han ratificat el Sisè Protocol de la Convenció Europea de Drets Humans. L'única excepció és Belarús, que no és membre del Consell d'Europa. L'Assemblea Parlamentària del Consell d'Europa ha estat pressionant als estats observadors del Consell d'Europa que encara apliquen la pena capital (Estats Units i el Japó) que prohibeixin la seva aplicació, o perdin la seva situació d'estat observador. A més de promoure l'abolició de la pena de mort en els seus estats membres, la Unió Europea ha prohibit l'extradició de criminals en casos en els quals el país reclamant podia intentar aplicar la pena capital.
Entre les organitzacions no governamentals Amnistia Internacional i Human Rights Watch s'han posicionat explícitament en la lluita contra la pena de mort com a objectiu fundacional bàsic. En el cas d'Amnistia Internacional s'oposa a la pena de mort en tots els casos sense excepció, amb independència del caràcter o les circumstàncies del delicte, de les característiques i la culpabilitat o innocència de l'acusat i del mètode utilitzat per l'Estat per dur a terme l'execució.

### Pena de mort juvenil
Cada vegada s'aplica menys la pena de mort a criminals adolescents (és a dir, que tenien menys de 18 anys en el moment de cometre el crim). Els únics països que encara permeten oficialment aquesta pràctica són Bangladesh, Iran, l'Iraq, Nigèria i Aràbia Saudita. Nou països han executat a menors d'edat des de 1990: Xina, República Democràtica del Congo, Iran, Nigèria, Pakistan, Aràbia Saudita, el Sudan, Estats Units i el Iemen. Xina, Pakistan, Estats Units i el Iemen han incrementat l'edat mínima per poder ser executat per llei fins als 18 anys. Amnistia Internacional ha verificat 47 execucions en diversos països de menors i adults que van ser condemnats per crims comesos sent menors d'edat.
La Xina no permet l'execució de menors d'edat; tanmateix, segons Amnistia Internacional, les esmentades execucions han tingut lloc. La Cort Suprema dels Estats Units va abolir l'ús de la pena capital per a criminals menors de 16 anys en el cas Thompson v. Oklahoma (1988), i per a tots els menors d'edat en Roper v. Simmons (2005). De manera semblant, l'any 2002 la Cort Suprema dels EUA va declarar inconstitucional l'execució d'individus amb discapacitat intel·lectual
La Convenció sobre els Drets del Nen de l'Organització de les Nacions Unides disposa que «no s'imposarà la pena capital ni la de presó perpètua sense possibilitat d'excarceració per delictes comesos per menors de 18 anys». Aquesta convenció ha estat firmada i ratificada per tots els països del món excepte els Estats Units d'Amèrica i Somàlia. «En l'actualitat, Somàlia no pot avançar cap a la ratificació a causa que manca d'un govern reconegut. En firmar la Convenció, els Estats Units han indicat la seva intenció de ratificar-la, però encara no l'han signada».
La subcomissió de les Nacions Unides per a la Promoció i Protecció dels Drets Humans sosté que la pena de mort aplicada a menors d'edat és contrària al Dret internacional consuetudinari.

## Arguments a favor de l'existència de la pena de mort
A favor de la pena de mort se sol al·legar que és una pena justa i moral (argument ètic), o bé que és una pena eficaç per prevenir delictes (argument utilitarista), o bé l'argument religiós o d'autoritat:

### Arguments ètics
La pena de mort és justa i moral, pels següents motius:

#### Justícia
És l'única pena justa per a determinats delictes atroços (assassinat, violació de nens, traïció a la pàtria ...), sobretot els que priven a altres de les seves vides, que són béns irreemplaçables. Qui a ferro mata, a ferro mor.

#### Pèrdua del dret a la vida
Qui comet certs delictes gravíssims ha trencat el contracte social (Rousseau) i no té ja cap dret enfront de la societat que ha patit els seus crims, ni tan sols dret a la vida ni a la protecció de la societat, ja que qui els comet ha trencat amb això els seus llaços amb ella.

#### Consol a les víctimes
És l'única pena que dona cert consol o satisfacció als parents dels assassinats pel qual serà executat, que mereixen un millor tracte que el que es vagi a donar al criminal.

### Arguments utilitaristes
La pena de mort és l'única pena possible o la més eficaç per impedir determinats delictes.

#### Prevenció general
La pena de mort prevé nous delictes, sobretot quan és comunament coneguda la seva aplicabilitat i es publicita la seva aplicació efectiva (amb notícies sobre execucions, execucions públiques, o retransmissions televisades): Espanta els possibles futurs autors dels delictes, prevenint així millor aquests delictes que altres tipus de pena que infonen menys por als criminals.

#### Prevenció especial
A més, evita que els criminals executats puguin estar novament en situació de cometre més delictes, per exemple escapolint-se de la presó. Determinats delinqüents tancats a la presó poden continuar sent perillosos, sia per als altres reclusos o funcionaris de presons, sia per a la població en general (caps de bandes terroristes o mafioses). Mantenir a certs criminals a la presó pot estimular a bandes criminals a alliberar-los per la força o per mètodes extorsió.

#### Menor cost que la presó perpètua
La pena capital és més barata que mantenir tancat de per vida al criminal condemnat a costa de la societat víctima dels seus crims.

#### Estat de necessitat
En situacions de guerra, en què l'Estat està en una situació de necessitat, encara que la pena sigui extremadament dura per als delictes pels quals se l'aplica, que normalment no en serien mereixedors, és l'única pena eficaç per impedir desercions, actes de covardia, traïcions, derrotisme, o contraban, ja que d'una altra manera, els autors d'aquests crims podrien preferir la presó a arriscar-se a morir al camp de batalla, o els traïdors podrien esperar ser salvats per l'enemic si sortís finalment triomfant. (Aquest argument no justifica directament la pena de mort amb caràcter general, però l'admet o comprèn basant-se en una situació de necessitat que fa variar les regles provisionalment).

## Arguments en contra de l'existència de la pena de mort

### La vida com a dret fonamental bàsic i indisponible per als estats
Als països civilitzats, la vida és el bé suprem per antonomàsia per a la persona i la societat, és el "dret fonamental" bàsic. La mort és el mal absolut, pel que és immoral alegrar-se de la mateixa o provocar-la per obtenir-ne un profit. L'estat va ser creat per protegir la vida i els interessos comuns dels homes, i no té dret a llevar la vida. A més, almenys per als creients, la vida ha de ser considerada sagrada, i pertany només a Déu, qui ordena taxativament "no mataràs", i qui és l'únic que ha de decidir quan li arriba a cada persona el moment de morir. Atorgar a l'Estat el dret a matar-nos, si més no en determinades circumstàncies, trenca el principi de la intangibilitat de la vida humana derivada de la nostra dignitat com a éssers humans, i implica que les autoritats, per motius més o menys opinables o d'utilitat pública (que poden ampliar-se en el futur) tenen el dret a disposar de les nostres vides, que així deixen de merèixer el màxim respecte. Si s'admet que la vida no és absolutament intocable per a l'Estat, els ciutadans estarem de fet indefensos davant l'atac més gran possible del poder estatal, l'atac contra la nostra mateixa existència, i ja no serem ciutadans sinó súbdits, perquè haurem estat degradats a la categoria de simples mitjans per a la consecució dels fins del poder estatal. Un Estat que pot cometre "assassinats legals" esdevé un perill per al ciutadà, abandona els principis d'humanitat i respecte als drets humans, i es posa al mateix nivell del criminal que hagi matat per aconseguir els seus fins, de manera que moralment no es diferencia del criminal que va menysprear aquests valors que l'Estat hauria de defensar. El Tribunal Suprem Federal alemany va resumir en una sentència de 1995 els seus retrets morals cap a la pena de mort de la manera: "Per motius humanitaris, cap estat pot tenir el dret a disposar per mitjà d'aquesta pena de la vida dels seus ciutadans. En canvi, la primacia de l'absoluta protecció de la vida exigeix a una comunitat basada en el Dret, precisament a través de la renúncia a la pena de mort, que es reforci la intangibilitat de la vida humana com a valor suprem. D'altra banda sembla ineludible exigir que ens defensi a compte del perill de la mala utilització de la pena capital confirmant la seva inadmissibilitat sense excepcions. Mai es poden excloure decisions errònies. L'organització estatal de l'execució d'una pena de mort és, tenint en compte l'ideal de la dignitat humana, una empresa d'allò més inassumible i insuportable".

### El fi no justifica els mitjans
Ni suposant que la pena capital fos efectiva per a la prevenció dels delictes, seria admissible, ja que la finalitat no ha de justificar els mitjans si aquests són greument immorals. Seria també efectiu per evitar greus delictes, tenir-nos vigilats amb càmeres en tot moment i lloc, eliminar completament el secret de les comunicacions, limitar la llibertat de moviments, vigilar totes les persones amb dispositius electrònics implantats en els seus cervells, permetre la tortura de presumptes delinqüents per fer confessar, permetre penes com les de mutilació o fuetades, etc., però tot això seria immoral i propi d'un estat policial autoritari en el qual una vida digna no seria possible.

### La pena capital és cruel i atempta contra la dignitat humana, per la seva naturalesa i dels mètodes per executar
Si es rebutja entre persones civilitzades la tortura i la mutilació, o fins i tot la humiliació pública, com penes per als delictes pel seu caràcter manifestament cruel, inhumà i indigne, s'ha de rebutjar amb més motiu la pena de mort, que és encara pitjor. La pena de mort, sigui quin sigui el mètode amb el qual s'executi, provoca un extrem patiment psicològic (pànic, angoixa, depressió, i paradoxalment, ideació suïcida, i tot això a vegades durant anys), no només al reu abans de i durant l'execució, sinó també als seus familiars i amics. Aquests familiars i amics, que són innocents del delicte que es castiga, pateixen sovint tant com el reu, però durant més temps (també després de l'execució), l'execució de la pena de mort genera orfes trastornats, vídues i vidus traumatitzats, germans horroritzats, i aflicció profunda, duradora, cruel i totalment immerescuda a moltes persones innocents properes als executats. A més, implica l'existència de mètodes d'execució tots ells cruels i inhumans: afusellament, penjament, estrangulació per garrot vil, apunyalament, lapidació, esquarterament, guillotina, decapitació amb espasa o destral, cadira elèctrica, injecció letal ... A vegades, l'intent de matar no té èxit a la primera, havent-se de repetir els intents, causant més dolor i angoixa als executats i els seus afins o persones que presencien l'execució o coneixen d'aquesta.

### La pena de mort implica la repugnant necessitat de crear l'ofici de botxí
"Meditant sobre la pena de mort, és impossible no preguntar-se si no hi ha d'haver algun vici en la teoria d'una llei que en la pràctica comporta la creació d'un ésser que inspira horror i menyspreu; d'una criatura degradada, vil, sinistra, coberta d'una ignomínia que no té semblant, d'un home, en fi, que es diu el botxí." Concepción Arenal (1820-1893).

### La pena de mort no és justícia, sinó venjança
Encara que el desig de venjança sigui humanament comprensible o disculpable, no pot basar un sistema criminal en un Estat de Dret, ni la pena justa és la que el meu desig de venjança exigeix. L'acceptació per l'Estat de la idea que la mort pot ser una pena adequada legitima la mort, que és el mal absolut, i la idea de la venjança, contribueix a elevar l'acceptació social de venjances privades i l'ús de la violència. L'aplicació de la primitiva Llei del Talió (ull per ull, dent per dent, vida per vida) duplica el mal, però no el mitiga, de manera que la societat en el seu conjunt pateix encara més a conseqüència de l'execució de la venjança.

### La pena capital no rehabilita
En un sistema criminal civilitzat, les penes han d'estar encaminades no només a restablir la justícia i prevenir el delicte, sinó també a rehabilitar els delinqüents. La pena de mort treu el criminal la possibilitat d'esmenar-se i de reconciliar-se amb la societat i amb les víctimes del delicte, i la possibilitat d'intentar rescabalar o indemnitzar la víctima.

### La pena capital possibilita errors judicials gravíssims i irreparables
No vivim en un món ideal, i els errors són relativament freqüents: jutges o jurats arbitraris, corruptes, polititzats, fanàtics, o racistes o amb prejudicis, testimonis, perits o policies que s'equivoquen o menteixen o són incompetents, advocats que per inexperiència, incapacitat o falta d'interès o altres motius fan malament la seva feina i no impedeixen una condemna d'innocents o no aconsegueixen que s'apreciïn les circumstàncies atenuants concurrents, que hagin exclòs l'aplicació de la pena de mort; indicis que semblen indicar la culpabilitat de persones que en realitat són innocents; òrgans judicials amb falta de mitjans tècnics pericials per esbrinar la veritat... Els òrgans policials o judicials poden errar en esbrinar la veritat, en apreciar les circumstàncies personals de l'autor que van influir sobre la seva culpa o responsabilitat, o en determinar la pena justa per al presumpte criminal. Davant del mateix delicte comès, els acusats amb més capacitat econòmica solen poder evitar la pena de mort en poder permetre contractar advocats més capaços i compromesos amb el seu cas, els pobres, incultes o amb problemes mentals o els pertanyents a minories socialment discriminades solen tenir més possibilitats de ser condemnats a mort. En els processos amb possible pena de mort es té en compte, en moltes ocasions, qüestions subjectives (la intencionalitat de l'autor del delicte, l'existència o inexistència de motivacions indignes per cometre el delicte, etc.) que poden ser apreciades d'una manera o altra pels jutges o jurats (sotmesos a vegades a fortes pressions emocionals per la presència o testimonis de les víctimes o l'estat de l'opinió pública que exigeix una condemna "exemplar") en funció de la seva subjectivitat. L'existència de la pena de mort suposa acceptar que necessàriament hi haurà un cert nombre de persones innocents que seran executades. En un estudi, on s'analitzaven les característiques de condemnats a pena de mort, la innocència va ser posteriorment demostrada a través de proves d'ADN, més d'un de cada cinc que havia confessat la seva culpabilitat en alguna cosa en la qual no estaven involucrats (Dixon, 2010; Scheck, Neufeld, & Dwyer, 2000). La irreversibilitat de la pena de mort implica la impossibilitat de compensació de les víctimes d'errors judicials, i que moltes persones innocents o no tan greument culpables com per merèixer de ser executades, soscava seriosament la legitimitat del sistema jurídic que es basa en la presumpció de justícia.

Èticament és particularment rebutjable la pena capital en els països en els quals:
- S'utilitza la pena de mort després de judicis sense garanties processals per a l'acusat que li garanteixin un judici just (sense dret a advocat, sense dret a un jutge imparcial, sense conèixer l'acusació, sense dret a recórrer la sentència, amb confessions obtingudes sota tortura);
- S'utilitza per sancionar conductes que sens dubte no mereixen en cap cas tal càstig o cap càstig. La pena capital s'aplica fins i tot avui dia en molts països a delictes que objectivament i indubtablement no la mereixen i la fan clarament injusta, com a delictes de robatori, furt de bestiar, frau fiscal, corrupció administrativa, delictes polítics o d'opinió, homosexualitat, adulteri, ateisme, apostasia, ser de determinada raça, nacionalitat, religió o idioma, delictes comesos per reincidents encara que no siguin greus, etc.;
- S'utilitzen mitjans molt cruels d'execució (lapidació);
- S'executa a menors o deficients mentals, ancians, o dones embarassades;
- S'utilitza la pena de mort amb fins de repressió política;
- Les execucions són públiques, per escarnir al condemnat;

Tot això atempta contra les més elementals exigències de justícia i humanitat.

### Arguments contra la utilitat de la pena de mort

#### Manca de veritable eficàcia dissuasiva
No ajuda a evitar més delictes que llargues penes de presó. Ja que les execucions ja no solen realitzar-se en públic en els països civilitzats, es perd gran part del presumpte impacte exemplaritzant d'aquestes. Als EUA, on encara s'aplica amb certa freqüència la pena de mort, hi ha moltíssims més assassinats que a Europa, on tal pena no existeix. Als estats dels EUA, on s'ha abolit la pena de mort, els delictes greus no han augmentat després de l'abolició. Qui comet un assassinat o bé ho fa en un moment més o menys irreflexiu i emotiu (en aquest cas la pena no juga cap paper), o el fa amb una gran planificació esperant no ser atrapat. Els delictes més greus no s'eviten amb la pena de mort, sinó amb una policia i jutjats honests i eficaços i amb el control d'armes i una adequada política econòmica i social.

#### Manca de satisfacció dels ofesos
Als morts, ningú pot ja compensar-los. Estudis realitzats indiquen que els familiars de les víctimes no se senten consolades o satisfetes després de l'execució, o almenys no ho estan en major mesura que davant la imposició d'una pena de presó perpètua.

#### Gran cost de la pena capital
La pena de mort és de mitjana més cara que la presó perpètua o llargs anys de presó, excepte lògicament en els estats en què s'executa sumàriament als reus després de processos sense les mínimes garanties (Iran, Xina, etc.). En els estats més civilitzats que segueixen aplicant la pena capital (EUA), abans d'executar a algú se li reconeixen nombroses possibilitats de recurs, de suspensió de penes o de sol·licituds d'indult, que signifiquen anys, o a vegades fins a desenes d'anys, lluitant davant els tribunals, la qual cosa genera importants despeses en advocats, jutges i fiscals i altres tramitacions.

#### La pena de mort pot ser criminògena
Paradoxalment pot afavorir la comissió de delictes. Comès un delicte capital, el criminal ja no té res a perdre, de manera que els altres delictes "li surten gratis". Pot seguir matant, per exemple als policies que venen a detenir-lo, o als testimonis, amb l'esperança d'escapar. Ha d'evitar a tot preu ser detingut, costi la sang aliena que costi. Mentre està tancat, durant anys a l'espera de l'execució, pot cometre qualsevol delicte sense témer cap sanció més gran que la mort que ja l'espera. Si, per exemple, una violació es castiga amb la pena capital, s'estimula el violador perquè mati a la víctima, ja que així es deslliura d'un testimoni incriminatori sense que hagi de témer una pena addicional per l'homicidi.

#### Ocasiona, per por, falses confessions de detinguts i condemnes errònies
L'amenaça de la pena de mort produeix els mateixos efectes que la tortura: Fa que determinats acusats pactin amb la Policia o la Fiscalia i acceptin penes injustes, fins i tot per delictes no comesos, davant la possibilitat de ser condemnats a mort sinó "confessen".

#### No és necessària per prevenir nous delictes del condemnat
La possibilitat que presos condemnats a molts anys de presó fugin o cometin delictes greus per a la societat és, amb les modernes presons d'alta seguretat, pràcticament menyspreable.

### Arguments d'autoritat
Innombrables filòsofs, polítics, religiosos i intel·lectuals s'han oposat a la pena de mort. La major part dels països democràtics i desenvolupats han abolit la pena capital, subsistint aquesta gairebé només en els països més endarrerits o dictatorials. La història va clarament en direcció a l'abolició total, i totes les organitzacions supranacionals defensen la seva abolició. Fins i tot als països retencionistes s'aplica cada vegada menys.

## La pena de mort i les religions
Les principals confessions del món tenen opinions diferents segons la religió, la confessió, la secta i/o l'adherent individual. Com a exemple, la denominació cristiana més gran del món, el catolicisme, s'oposa a la pena capital en tots els casos, mentre que tant les religions bahá'í o les islàmiques donen suport a la pena de mort.

## L'abolicionisme en diferents països
La primera constància històrica que es té de l'abolició de la pena de mort prové de la Xina, on va ser prohibida breument entre els anys 747 i 759. A Anglaterra es va incloure una opinió contrària a la mateixa en Les dotze conclusions dels lolards, text escrit en el 1395. L'actual moviment abolicionista es considera que es va iniciar arran de la publicació a Itàlia del llibre de Cessés Beccaria, Dei Delitti i Delle Pene (Del delicte i de la pena) en 1764. Mitjançant el mateix, Beccaria pretenia demostrar no només la injustícia, sinó la futilitat mateixa de la pena capital i la tortura des del punt de vista de la política social. Influït pel llibre Leopold d'Habsburg, famós monarca il·lustrat i futur Emperador d'Àustria, va abolir la pena de mort en el llavors independent Gran Ducat de Toscana el 30 de novembre de 1786, després d'haver detingut de facto les execucions (l'última es va realitzar en 1769). Leopold va promulgar en aquesta data la reforma del codi penal que abolia la pena de mort, i va ordenar la destrucció de tots els instruments emprats en la seva aplicació, en la qual cosa seria la primera prohibició formal de l'època moderna. L'any 2000, les autoritats regionals de Toscana van establir el 30 de novembre com a festivitat anual, a fi de commemorar l'esdeveniment. Aquesta mateixa data s'usa en l'àmbit mundial en unes 300 ciutats amb el mateix objectiu, formant un moviment reivindicatiu que rep el nom de Dia de les Ciutats per la Vida.
A la resta del món, l'abolició de la pena de mort va continuar sent escassa, i es percebia com una mica innecessària. Tanmateix, la segona República Romana es va desmarcar completament de la tendència retencionista i el mateix any de la seva proclamació, en 1849, va prohibir l'ús de la pena capital, convertint-se en la primera república de la història en prendre l'esmentada mesura. Veneçuela va seguir el seu exemple abolint la pena capital en 1863, Costa Rica en 1882, i Portugal ho va fer al seu torn en 1867 (l'última execució havia tingut lloc en 1846).
Als Estats Units, Michigan va ser el primer estat a prohibir la pena de mort l'1 de març de 1847. Actualment dotze estats i el Districte de Colúmbia han abolit la pena de mort.
A Espanya es va aplicar la pena de mort fins als últims anys de la dictadura del general Franco, a Catalunya l'últim executat pel règim feixista va ser Salvador Puig Antich de 25 anys amb el mètode del garrot vil en una cel·la de la presó Model de Barcelona el 2 de març del 1974, a les 9.40 hores del matí, com a venjança després de la mort de Carrero Blanco. En tot Europa s'organitzaren manifestacions demanant la commutació de la pena capital, però Franco es mantingué ferm i no concedí l'indult.

## Mètodes d'aplicació
| - Asfíxia - Crucifixió - Decapitació (a espasa, destral o guillotina) - Desmembrament - Electrocució a una cadira elèctrica - Afusellament - Garrot vil - Cambra de gas - Abandonament en un lloc desert | - Forca - Empalament - Injecció letal - La roda - Foguera o en aigua bullent - Lapidació - Estrangulació - Mort per mil talls - Enverinament | - Dessagnat - Ofegament - Aixafament per elefant - Aixafament - Ésser devorat per animals - Enterrament en vida - Ésser llançat des d'un avió - Ésser penjat en una garjola a l'aire lliure fins a la mort per calor o fam |